# Chrosiothes chirica
Chrosiothes chirica là một loài nhện trong họ Theridiidae.
Loài này thuộc chi Chrosiothes. Chrosiothes chirica được Herbert Walter Levi miêu tả năm 1954.